# Josef Berne
Josef Berne (eigentlich Josef Berstein; geboren am 19. Januar 1904 in Kiew, Russisches Reich; gestorben am 19. Dezember 1964 in Palm Springs, Kalifornien) war ein russischer Filmregisseur in den USA.

## Leben
Josef Berstein wurde 1904 in einer jüdischen Familie in der Ukraine geboren. Er emigrierte in die USA.
Dort führte er seit 1933 in insgesamt 32 Spielfilmen Regie, die meisten waren Kurzfilme. 1964 starb er.